# Michy Batshuayi
Michy Batshuayi-Atunga (født d. 2. oktober 1993) er en belgisk professionel fodboldspiller, som spiller for den tyrkiske Süper Lig-klub Galatasaray og Belgiens landshold.

## Klubkarriere

### Standard Liège
Batshuayi begyndte sin karriere hos Standard Liège, hvor han gjorde sin professionelle debut i februar 2011.

### Marseille
Batshuayi skiftede i august 2014 til Olympique de Marseille.

### Chelsea
Efter at have imponeret for Marseille, så havde Batshuayi trukket interesse fra flere klubber. Han endte her med at skifte til Chelsea i juli 2016.

#### Lejeaftaler
Efter at ikke have slået igennem for Chelsea, blev han fra 2018 udlejet til en række klubber. Han tilbragte tid i Tyskland, Spanien og Tyrkiet på leje.

### Fenerbahçe
Batshuayi skiftede i september 2022.

## Landsholdskarriere

### Ungdomslandshold
Batshuayi har repræsenteret Belgien på U/21-niveau.

### Seniorlandshold
Batshuayi debuterede for Belgiens landshold den 28. marts 2015.

## Titler
Chelsea
- Premier League: 1 (2016-17)
- FA Cup: 1 (2017-18)

Valencia
- Copa del Rey: 1 (2018-19)

Beşiktaş
- Tyrkiske Super Cup: 1 (2021)

Individuelle
- Bundesliga Sæsonens hold: 1 (2017-18)